# 염기성 산소 제강
염기성 산소 제강(Basic oxygen steelmaking)은 저탄소강을 생산하는 베서머 법을 순산소와 염기성 첨가물을 이용해서 개량한 공정이다.
베서머의 전로 발명 후 90년이 지난 1946년에 노의 형태는 비슷하지만 밑으로부터가 아니라 용선의 위로부터 순수한 산소를 고압·고속으로 분사하여 정련하는 산소분사식 전로가 발명되었다. 이 방법을 처음으로 고안하여 사용한 곳이 오스트리아의 린츠(Linz) 공장과 도나비츠(Donawitz) 공장인 데서 유래하여 LD전로라고도 부른다. LD전로는 주둥이가 큰 병과 같은 모양으로 되어 있다. 이 노를 수평으로 기울여서 용선을 넣고 석회와 고철 부스러기를 첨가한 다음 바로 세운다. 여기에 산소관을 넣어 고속으로 산소를 분사한다. 그러면 선철 속의 불순물은 급속도로 산화되고 탄소도 줄어들어 40분 정도면 정련이 끝난다. 순수한 산소를 사용하는 이 LD전로는 평로보다도 질이 더 좋은 강철이 생산되고, 평로에 비해서 생산 능률도 훨씬 향상시킬 수가 있으므로 1950년대부터는 세계적으로 제강 방법의 새 주류를 이루게 되었다.

## 참고 문헌
- 이 문서에는 다음커뮤니케이션(현 카카오)에서 GFDL 또는 CC-SA 라이선스로 배포한 글로벌 세계대백과사전의 내용을 기초로 작성된 글이 포함되어 있습니다.

1. ↑  전로제강 - 글로벌 세계 대백과사전